# St. Cosmas und Damian (Ebergötzen)

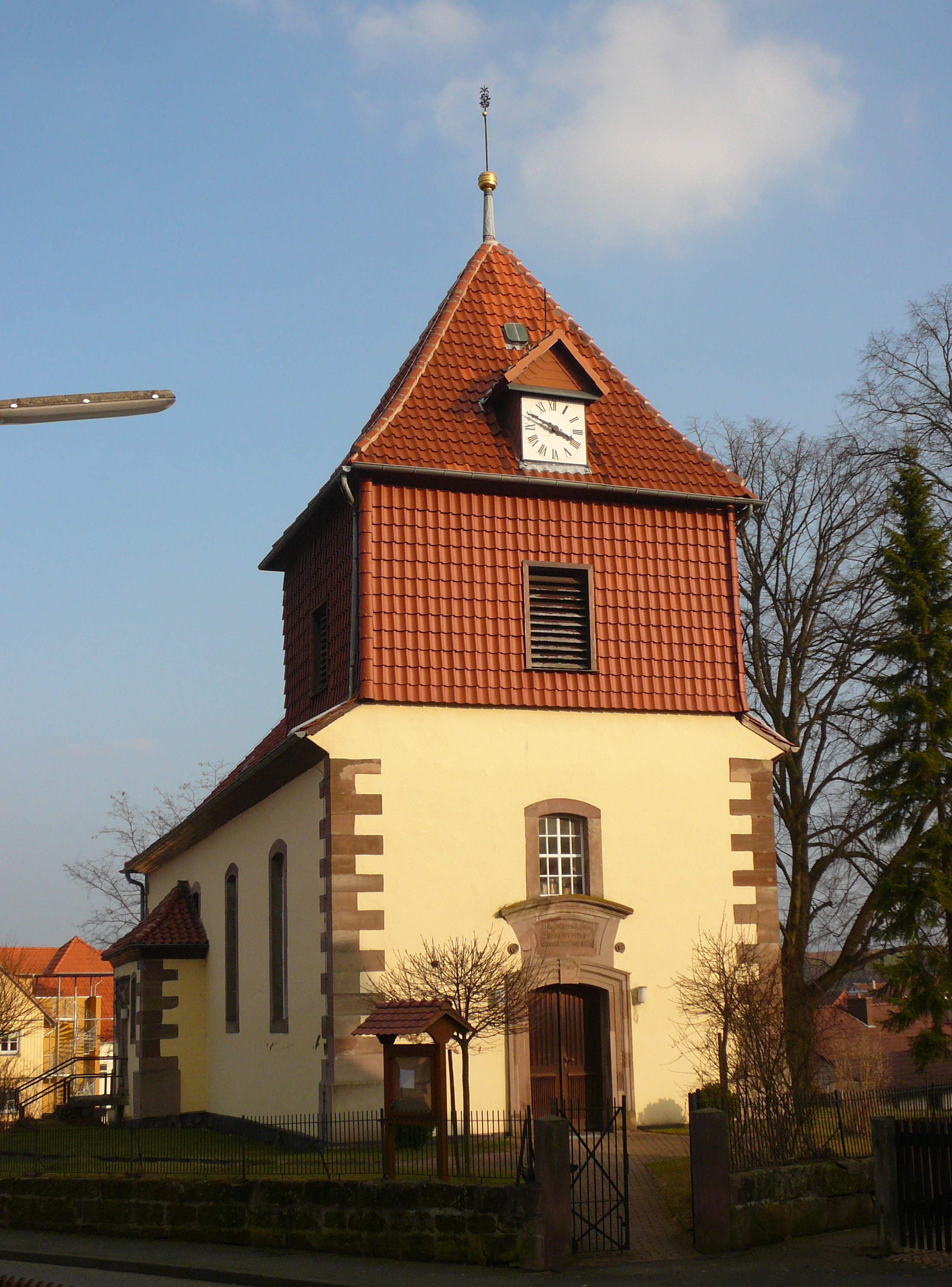
St. Cosmas und Damian

Die evangelisch-lutherische denkmalgeschützte Kirche St. Cosmas und Damian steht in Ebergötzen, einer Gemeinde im Landkreis Göttingen in Niedersachsen. Die Kirchengemeinde gehört zum Gemeindeverbund Radolfshausen im Kirchenkreis Göttingen im Sprengel Hildesheim-Göttingen der Evangelisch-lutherischen Landeskirche Hannovers.

## Beschreibung
Wann die erste Kirche gebaut wurde, ist unbekannt, jedenfalls vor 1319, dem Jahr, in dem erstmals ein Geistlicher in Ebergötzen erwähnt wird. Die mittelalterliche Kirche war 1770 so baufällig, dass sie geschlossen werden musste. Bereits 1745 war der Turm bis auf die Gewölbe abgebrochen worden. 1772 wurde die Kirche auf den Fundamenten des mittelalterlichen Vorgängerbaus neu gebaut. Die längsrechteckige, verputzte, mit Ecksteinen versehene Saalkirche hat einen gedrungenen, quadratischen, mit einem Pyramidendach bedeckten Dachturm im Westen. In seinem Glockenstuhl hängen zwei Kirchenglocken, die ältere wurde 1867 gegossen, die jüngere 1925 von der Radlerschen Glockengießerei.
Der Innenraum ist von einer barocken Kirchenausstattung geprägt, sowohl der Altar mit einem Gemälde über die Kreuzigung als auch die Kanzel. Der Taufengel stammt aus der Werkstatt von Andreas Gröber. 1799 erhielt die Kirche eine Orgel, die ihren Standort über dem Altar bekam. 1843 wurde sie durch August von Werder instand gesetzt. 1892 erfolgte der Ankauf der für die katholische Kirche in Krebeck von Louis Krell erbauten Orgel mit elf Registern, zwei Manualen und einem Pedal. Ihre Disposition wurde 1946 von Carl Giesecke geändert. 1979/80 wurde die Orgel auf die Empore im Westen verlegt.